# Nižavje Kanto
Nižavje Kantō (japonsko: 関東平野, Kantō heija) je največja nižina na Japonskem in leži v regiji Kanto v osrednjem Honšuju. Skupna površina 17.000 km² pokriva več kot polovico regije, ki se razteza čez Tokio, prefekturo Saitama, prefekturo Kanagava, prefekturo Čiba, prefekturo Gunma, prefekturo Točigi in prefekturo Ibaraki.

## Geografija
Na severu meji na višavje Abukuma, gorovje Jamizo, gorovje Ašio in vulkansko polje, povezano z vulkanskim pasom Nasu. Zahodni del sovpada z gorovjem Kantō, južni rob pa opredeljujejo polotok Bōsō, hribi Miura, Tokijski zaliv in zaliv Sagami. Morje Kašima in plaža Kudžūkuri omejujeta vzhodni konec nižavja. Večina rek izvira v severnih ali zahodnih gorskih verigah in tečejo proti vzhodu ali jugovzhodu v Tihi ocean, Tokijski zaliv ali zaliv Sagami. V osrednjem delu nižavja je reka Tone; v severnem delu so reke Vatarase, Kinu, Kokai, Naka in reka Kudži; in v južnem delu reke Arakava, Tama in Sagami. Od teh rek obsega reka Tone veliko območje poplavne ravnice, saj ima največje drenažno območje na Japonskem s 16.840 km². Porečja, ki jih pokrivajo te reke, predstavljajo aluvialno nižino.
Zbirka planot predstavlja velik del ravnine. Med njimi so planote Ōmija, Musašino, Sagamino, Jōsō in Šimōsa. Te velike planote so s plitvimi rečnimi dolinami razdeljene na manjše. Ena od skupnih značilnosti planot je, da so njihove površine prekrite z debelo plastjo ilovice vulkanskega izvora. Vulkanski pepel iz okoliških vulkanov, gora Asama, Haruna in Akagi na severu ter gora Hakone in Fudži na jugozahodu naj bi bil odložen na teh planotah.
Med vsemi ima planota Musašino največji del kopnega, ki se razteza od zahodnega roba Ōme do vzhodnega roba Jamanoteja, ki meji na aluvialni ravnini rek Arakava in Sumida. Njena višina postopoma pada od zahoda proti vzhodu in meri 190 m pri Ōmeju in 20 m pri Jamanoteju.
Hribovja nižavja Kantō stojijo na terciarnih plasteh in se dvigajo višje od okoliških planot, kar ponazarjajo griči Sajama in Tama, običajno valoviti med 100 in 200 m nadmorske višine. Griči, ki so na zahodnem robu nižavja Kantō, so Hiki, Koma, Kusahana in Kadži, in prav tako dosegajo približno 200 m nadmorske višine.
Omembe vreden je splošni nagib planot in gričev. Na splošno je celotno območje rahlo upognjeno in tvori kotlino s središčem v reki Tone in Tokijskem zalivu. Tekoči proces tektonskega širjenja se nadaljuje, ko se osrednje območje nižine postopoma pogreza.
Nižavje Kantō je bila priča največjemu opustošenju potresa 1. septembra 1923, pri čemer je bilo ocenjeno število smrtnih žrtev 142.807.

## Geologija
Nižavje Kanto je oblikovalo gibanje za oblikovanje kotline Kanto, ki se nadaljuje od neogenskega obdobja. To gibanje je povzročilo sedimentacijo v središču današnjega nižavja Kanto in dvigovanje okoliških gora. Posledično se je sediment iz okoliških gora naložil zelo na debelo (terciarna plast sega celo do 3000 metrov visoko) in se nadalje dvigoval, da je nastalo veliko gričev in planot. Velike tektonske linije, kot sta vzhodni rob Fossa Magna in Srednja tektonska linija, naj bi obstajale v osrednjem delu nižine, vendar ta debela akumulacija mehkih sedimentnih plasti otežuje iskanje aktivnih prelomov, ki lahko povzročijo potrese (prelomnice obstajajo v dnu 3000 m pod sedimentnimi plastmi). Poleg tega so bile naravne usedline, kot so te, ki jih prenašajo reke, uporabljene za ustvarjanje zemlje, teren pa je bil skoraj enak kot danes v obdobju poznega Džomona do zgodnjega obdobja Jajoija (pred več kot 3000 leti).

## Podnebje
Podnebje nižavja Kanto je zmerno, s podnebjem na strani Tihega oceana. Zime so hladne in poletja vroča. Bolj ko greš v notranjost, večja je temperaturna razlika med poletjem in zimo in to v enem dnevu. Predvsem v njegovem severnem delu je razmeroma veliko sončnih ur.
Zaradi vpliva toka  Kurošio (toplega toka), ki teče ob obali, je podnebje blago, zlasti v njenem južnem delu.
Poleti so padavine obilne zaradi fronte deževne sezone, ki jo povzroča monsun, in pogosto opazimo tajfune. Poleg tega nevihtni oblaki, ki nastanejo v severnih do zahodnih gorskih območjih pred poldnevom, dosežejo ravnice zgodaj popoldne, kar pogosto povzroči večerne plohe (nevihte). V letih, ko prevladuje ohotski anticiklon, vetrovi iz tega anticiklona postanejo severovzhodni vetrovi in temperature se zaradi hladnega zraka, ki ga prinaša Jamase, ne dvignejo, kar povzroči hladno poletje.
Pozimi monsun iz Japonskega morja blokira gorovje Mikuni in vlaga pada kot sneg vzdolž gora proti severu, monsun, ki je izgubil svojo vlago, pa piha skozi nižavje Kanto kot močan vihar, ki nosi suh zrak (kot so Akagi Orosi v prefekturi Gunma, Cukuba Orosi v prefekturi Ibaraki in Futaara Orosi). Padavine snega iz leta v leto upadajo, vendar se v zimskem času večkrat nabere okoli 10 - 20 cm snega.
Celotno nižavje Kanto, zlasti celinska območja, zlahka prizadene radiacijsko hlajenje zaradi jasnega neba in severnih vetrov, tako da lahko najnižja temperatura pred sončnim vzhodom pozimi pade na približno 5 stopinj pod ničlo. Tudi v dneh, ko temperatura ob zori pade, se dnevna temperatura ob sončnih dneh dvigne na okoli 7 do 10 stopinj Celzija, v dneh z močnimi suhimi severnimi vetrovi pa je senzorična temperatura nižja od dejanske.
Najnižje temperature v osrednjem Tokiu so višje od tistih v okolici zaradi učinka toplotnega otoka.
Poleg tega je mesto Kumagaja po navadi bolj vroče, ker je v notranjosti pojav fena, ki se pojavi, ko veter na nebu zgoraj zapiha navzdol, potem ko prečka gore na severni in zahodni strani nižavja Kanto in morskega vetriča skozi središče Tokia.